# 宽轨
宽轨是铁路术语，指大于1435毫米標準軌的轨距。有1520毫米、1524毫米、1600毫米、1668毫米、1676毫米5种轨距。

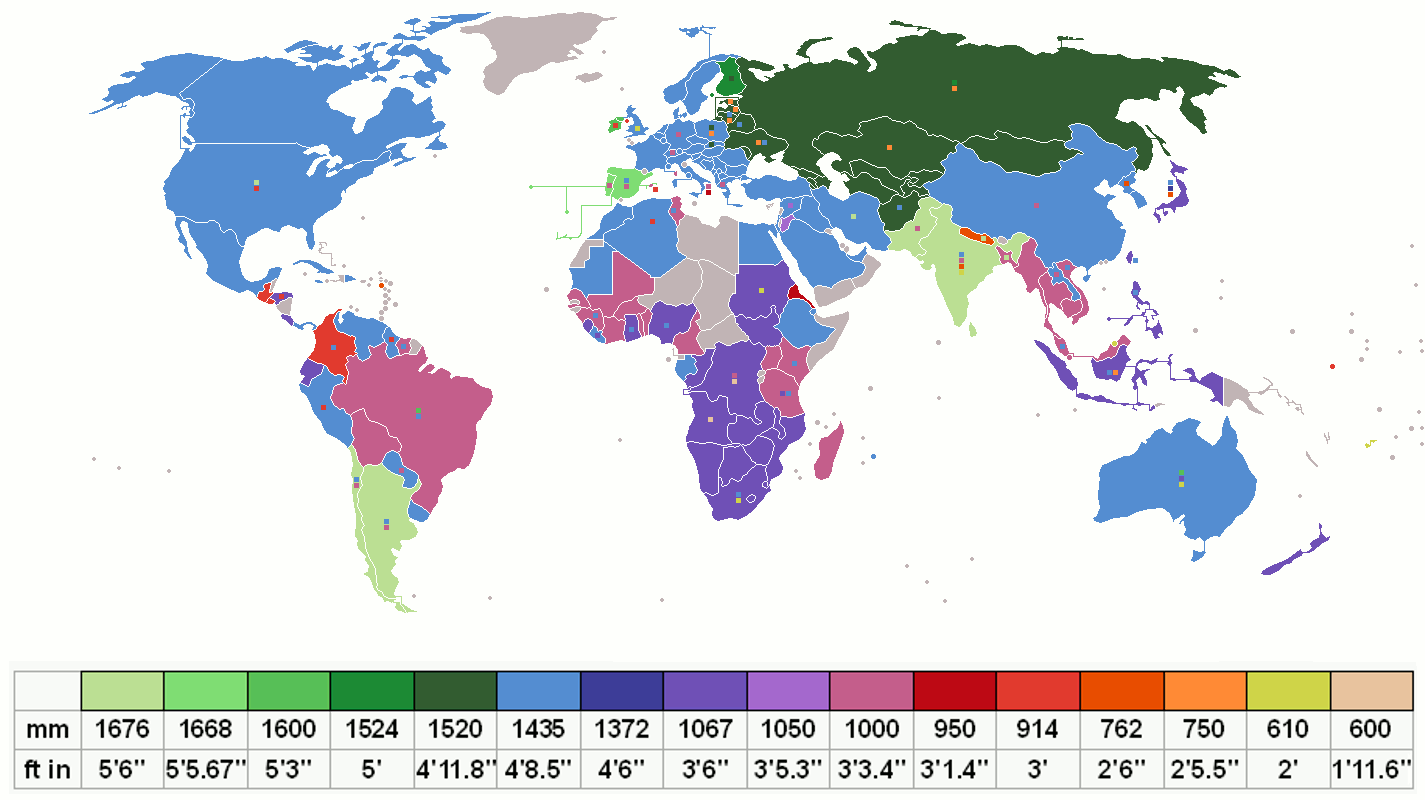
世界各国铁路轨距图，其中涂上绿色标记的国家，其轨距采用了宽轨

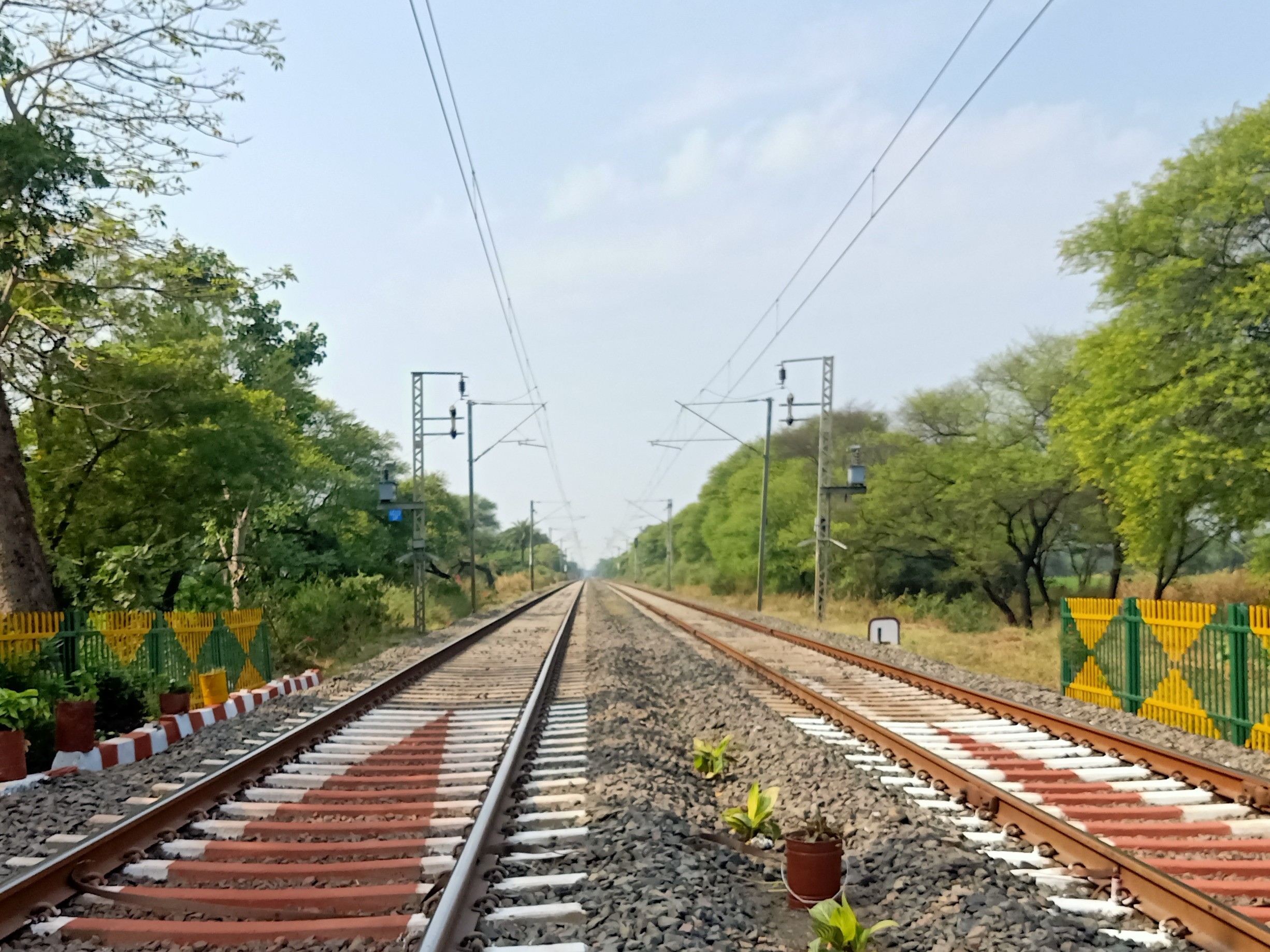
Broad Gauge railway Up and down line near Bhopal

## 1520毫米
该款轨距称为俄罗斯轨距、蒙苏轨距，主要在苏联（包括苏联解体后独立的原苏联加盟共和国）、蒙古国使用。

### 使用國家和地區
- 蒙古国
- 俄罗斯
- 哈萨克斯坦
- 吉尔吉斯斯坦
- 乌兹别克斯坦
- 土库曼斯坦
- 格鲁吉亚
- 阿塞拜疆
- 亚美利亚
- 爱沙尼亚
- 拉脱维亚
- 立陶宛
- 白俄罗斯
- 摩尔多瓦
- 乌克兰
- 香港山頂纜車

## 1524毫米
该款轨距称为沙俄轨距、芬兰轨距，主要在芬兰使用，与俄罗斯轨距相差仅4毫米，可以與其兼容。

## 1600毫米
该款轨距即五英尺三英寸铁轨，又称爱尔兰轨距，主要在爱尔兰使用，部分澳大利亚铁路亦使用该轨距。

## 1668毫米
该款轨距又称为伊比利亚轨距、西南欧宽轨，主要在西班牙和葡萄牙使用。

## 1676毫米
该款轨距即五英尺六英寸铁轨，又称为阔轨、南亚宽轨，主要在未來日本東京迪士尼鐵路、南亚及南美南部使用。

### 使用国家和地區
- 印度
- 巴基斯坦
- 斯里兰卡
- 孟加拉国
- 智利
- 阿根廷
- 美国舊金山灣區捷運系統
- 日本未來東京迪士尼新幹線

## 參见
- 軌距列表
- 轨距
- 窄轨
- 標準轨
- 宽轨 (纳粹德国)

## 外部連結
- Broad Gauge Society （页面存档备份，存于）
- Brunel's Broad Gauge Railways （页面存档备份，存于）
- Jane's World Railways (hard copy)
- .   [2021-01-09]. （原始内容存档于2012-07-17）.
- Brunel portal （页面存档备份，存于）